# Tomáš Malčík
Tomáš Malčík (ur. 5 maja 1975) – czeski siatkarz występujący na pozycji rozgrywającego. Ma za sobą występy na boiskach czeskich, słowackich, austriackich i polskich.

## Kluby
| Klub              | Kraj       | od        | do        |
| Aero Odolena Voda | Czechy     | 1996–1997 | 2002–2003 |
| Chênois Genewa    | Szwajcaria | 2003–2004 | 2003–2004 |
| VK Feram Opawa    | Czechy     | 2004–2005 | 2004–2005 |
| HotVolleys Wiedeń | Austria    | 2005–2006 | 2005–2006 |
| Jadar Radom       | Polska     | 2006–2007 | ...       |

## Sukcesy
- 1996 – Puchar Czech